# Lijst van voetbalinterlands Oostenrijk - Zweden
Deze lijst van voetbalinterlands is een overzicht van alle officiële voetbalwedstrijden tussen de nationale teams van Oostenrijk en Zweden. De landen hebben tot op heden 38 keer tegen elkaar gespeeld. De eerste ontmoeting was een vriendschappelijke wedstrijd en werd gespeeld in Wenen op 27 maart 1921. Het laatste duel, een kwalificatiewedstrijd voor het Europees kampioenschap voetbal 2024, vond plaats op 12 september 2023 in Solna.

## Wedstrijden
| №  | Plaats        | Datum             | Competitie           | Wedstrijd           | Uitslag |
| -- | ------------- | ----------------- | -------------------- | ------------------- | ------- |
| 1  | Wenen         | 27 maart 1921     | Vriendschappelijk    | Oostenrijk − Zweden | 2 − 2   |
| 2  | Stockholm     | 24 juli 1921      | Vriendschappelijk    | Zweden − Oostenrijk | 1 − 3   |
| 3  | Göteborg      | 10 juni 1923      | Vriendschappelijk    | Zweden − Oostenrijk | 4 − 2   |
| 4  | Wenen         | 9 november 1924   | Vriendschappelijk    | Oostenrijk − Zweden | 1 − 1   |
| 5  | Stockholm     | 5 juli 1925       | Vriendschappelijk    | Zweden − Oostenrijk | 2 − 4   |
| 6  | Wenen         | 7 november 1926   | Vriendschappelijk    | Oostenrijk − Zweden | 3 − 1   |
| 7  | Stockholm     | 29 juli 1928      | Vriendschappelijk    | Zweden − Oostenrijk | 2 − 3   |
| 8  | Wenen         | 16 november 1930  | Vriendschappelijk    | Oostenrijk − Zweden | 4 − 1   |
| 9  | Stockholm     | 17 juli 1932      | Vriendschappelijk    | Zweden − Oostenrijk | 3 − 4   |
| 10 | Solna         | 11 juli 1948      | Vriendschappelijk    | Zweden − Oostenrijk | 3 − 2   |
| 11 | Londen        | 2 augustus 1948   | OS 1948              | Zweden − Oostenrijk | 3 − 0   |
| 12 | Wenen         | 14 november 1948  | Vriendschappelijk    | Oostenrijk − Zweden | 2 − 1   |
| 13 | Stockholm     | 31 oktober 1954   | Vriendschappelijk    | Zweden − Oostenrijk | 2 − 1   |
| 14 | Wenen         | 5 mei 1957        | Vriendschappelijk    | Oostenrijk − Zweden | 1 − 0   |
| 15 | Solna         | 5 oktober 1966    | Vriendschappelijk    | Zweden − Oostenrijk | 4 − 1   |
| 16 | Solna         | 26 mei 1971       | EK 1972 kwalificatie | Zweden − Oostenrijk | 1 − 0   |
| 17 | Wenen         | 4 september 1971  | EK 1972 kwalificatie | Oostenrijk − Zweden | 1 − 0   |
| 18 | Wenen         | 10 juni 1972      | WK 1974 kwalificatie | Oostenrijk − Zweden | 2 − 0   |
| 19 | Göteborg      | 23 mei 1973       | WK 1974 kwalificatie | Zweden − Oostenrijk | 3 − 2   |
| 20 | Gelsenkirchen | 27 november 1973  | WK 1974 kwalificatie | Zweden − Oostenrijk | 2 − 1   |
| 21 | Wenen         | 28 april 1976     | Vriendschappelijk    | Oostenrijk − Zweden | 1 − 0   |
| 22 | Buenos Aires  | 7 juni 1978       | WK 1978              | Oostenrijk − Zweden | 1 − 0   |
| 23 | Salzburg      | 14 mei 1986       | Vriendschappelijk    | Oostenrijk − Zweden | 1 − 0   |
| 24 | Solna         | 1 mei 1991        | Vriendschappelijk    | Zweden − Oostenrijk | 6 − 0   |
| 25 | Solna         | 19 mei 1993       | WK 1994 kwalificatie | Zweden − Oostenrijk | 1 − 0   |
| 26 | Wenen         | 10 november 1993  | WK 1994 kwalificatie | Oostenrijk − Zweden | 1 − 1   |
| 27 | Solna         | 9 oktober 1996    | WK 1998 kwalificatie | Zweden − Oostenrijk | 0 − 1   |
| 28 | Wenen         | 6 september 1997  | WK 1998 kwalificatie | Oostenrijk − Zweden | 1 − 0   |
| 29 | Malmö         | 18 augustus 1999  | Vriendschappelijk    | Zweden − Oostenrijk | 0 − 0   |
| 30 | Graz          | 29 maart 2000     | Vriendschappelijk    | Oostenrijk − Zweden | 1 − 1   |
| 31 | Graz          | 11 februari 2009  | Vriendschappelijk    | Oostenrijk − Zweden | 0 − 2   |
| 32 | Wenen         | 7 juni 2013       | WK 2014 kwalificatie | Oostenrijk − Zweden | 2 − 1   |
| 33 | Solna         | 11 oktober 2013   | WK 2014 kwalificatie | Zweden − Oostenrijk | 2 − 1   |
| 34 | Wenen         | 8 september 2014  | EK 2016 kwalificatie | Oostenrijk − Zweden | 1 − 1   |
| 35 | Solna         | 8 september 2015  | EK 2016 kwalificatie | Zweden − Oostenrijk | 1 − 4   |
| 36 | Wenen         | 6 september 2018  | Vriendschappelijk    | Oostenrijk − Zweden | 2 − 0   |
| 37 | Wenen         | 20 juni 2023      | EK 2024 kwalificatie | Oostenrijk – Zweden | 2 – 0   |
| 38 | Solna         | 12 september 2023 | EK 2024 kwalificatie | Zweden – Oostenrijk | 1 – 3   |

## Samenvatting
| Competitie        | Totaal gespeeld | Winst Oostenrijk | Gelijk | Winst Zweden | Doelsaldo Oostenrijk – Zweden |
| ----------------- | --------------- | ---------------- | ------ | ------------ | ----------------------------- |
| WK-eindronde      | 1               | 1                | 0      | 0            | 1 − 0                         |
| WK-kwalificatie   | 9               | 4                | 1      | 4            | 11 − 10                       |
| EK-kwalificatie   | 6               | 4                | 1      | 1            | 11 − 4                        |
| Olympische Spelen | 1               | 0                | 0      | 1            | 0 − 3                         |
| Vriendschappelijk | 21              | 11               | 4      | 6            | 39 − 35                       |
| Totaal            | 38              | 20               | 6      | 12           | 62 − 52                       |

## Details

### 30ste ontmoeting
| Vriendschappelijk (scheidsrechter Alain Hamer, Graz, 29 maart 2000): |              | |
| Oostenrijk | 1 – 1        | Zweden |
| Thomas Flögel 17' | goals        | 86' Jörgen Pettersson |
| Otto Barić | bondscoach   | Lars Lagerbäck |
| Franz Wohlfahrt Michael Hatz Günther Neukirchner 63' Thomas Winklhofer Martin Stranzl Markus Schopp Thomas Flögel Ivica Vastić 46' Andreas Herzog 55' Markus Weissenberger 68' | opstellingen | Mattias Asper Roland Nilsson 46' Patrik Andersson Olof Mellberg Pontus Kåmark 44' Stefan Schwarz Magnus Svensson Johan Mjällby Anders Andersson 57' Magnus Arvidsson Jörgen Pettersson |
| Christian Mayrleb 46' Roland Kirchler 55' Ernst Dospel 68' Martin Amerhauser 63'                                                                                               | wissels      | 44' Daniel Andersson 46' Andreas Andersson 57' Mattias Jonson |
| | gele kaarten | 22' Anders Andersson |
| - Debuut van Ernst Dospel (Austria Wien) en Martin Stranzl (TSV München 1860) voor Oostenrijk.                                                                                 |              | |

### 34ste ontmoeting
| EK 2016 kwalificatie (scheidsrechter Pavel Královec, Wenen, 8 september 2014): |              | |
| Oostenrijk | 1 – 1        | Zweden |
| David Alaba 7' (pen.) | goals        | 12' Erkan Zengin |
| Marcel Koller | bondscoach   | Erik Hamrén |
| Robert Almer Florian Klein Christian Fuchs Aleksandar Dragović David Alaba Martin Hinteregger Zlatko Junuzović 77' Julian Baumgartlinger Marc Janko 69' Marko Arnautović Martin Harnik 86' | opstellingen | Andreas Isaksson Martin Olsson Andreas Granqvist Pierre Bengtsson Mikael Antonsson 85' Kim Källström Erkan Zengin Sebastian Larsson Albin Ekdal 72' Jimmy Durmaz Zlatan Ibrahimović |
| Rubin Okotie 69' Christoph Leitgeb 77' Valentino Lazaro 86' | wissels      | 72' Johan Elmander 85' Pontus Wernbloom |
| Florian Klein 74' | gele kaarten | 22' Zlatan Ibrahimović 59' Sebastian Larsson 80' Kim Källström |
| - Honderdste interland van Zlatan Ibrahimović (Paris Saint-Germain) voor Zweden. |              | |

ÖFB · A-internationals · Selecties · Bondscoaches · Oostenrijks vrouwenelftal · Olympisch elftal · Oostenrijk U21 · Oostenrijk U20 · Oostenrijk U19 · Oostenrijk U18 · Oostenrijk U17 · Oostenrijk U16 · Vrouwen U17
1902 – 1919 ·
1920 – 1929 ·
1930 – 1939 ·
1940 – 1949 ·
1950 – 1959 ·
1960 – 1969 ·
1970 – 1979 ·
1980 – 1989 ·
1990 – 1999 ·
2000 – 2009 ·
2010 – 2019 ·
2020 – 2029
EK's: 2008 · 
2016 · 
2020 · 
2024
WK's: 1934 · 
1954 · 
1958 · 
1978 · 
1982 · 
1990 · 
1998
OS: 1912 ·
1936 ·
1948 ·
1952
1902 · 
1903 · 
1904 · 
1905 · 
1906 · 
1907 · 
1908 · 
1909 · 
1910 · 
1911 · 
1912 · 
1913 · 
1914 · 
1915 · 
1916 · 
1917 · 
1918 · 
1919 · 
1920 · 
1921 · 
1922 · 
1923 · 
1924 · 
1925 · 
1926 · 
1927 · 
1928 · 
1929 · 
1930 · 
1931 · 
1932 · 
1933 · 
1934 · 
1935 · 
1936 · 
1937 · 
1938 · 1939 · 1940 · 1941 · 1942 · 1943 · 1944 · 1945 · 
1946 · 
1947 · 
1948 · 
1949 · 
1950 · 
1952 · 
1952 · 
1953 · 
1954 · 
1955 · 
1956 · 
1957 · 
1958 · 
1959 · 
1960 · 
1961 · 
1962 · 
1963 · 
1964 · 
1965 · 
1966 · 
1967 · 
1968 · 
1969 · 
1970 · 
1971 · 
1972 · 
1973 · 
1974 · 
1975 · 
1976 · 
1977 · 
1978 · 
1979 · 
1980 · 
1981 · 
1982 · 
1983 · 
1984 · 
1985 · 
1986 · 
1987 · 
1988 · 
1989 · 
1990 ·
1991 · 
1992 · 
1993 · 
1994 · 
1995 · 
1996 · 
1997 · 
1998 · 
1999 · 
2000 · 
2001 · 
2002 · 
2003 · 
2004 · 
2005 · 
2006 · 
2007 · 
2008 · 
2009 · 
2010 · 
2011 · 
2012 · 
2013 · 
2014 · 
2015 · 
2016 · 
2017 · 
2018 · 
2019 · 
2020 · 
2021 ·
2022
Albanië ·
Algerije ·
Andorra ·
Argentinië ·
Azerbeidzjan ·
België ·
Bosnië en Herzegovina ·
Brazilië ·
Bulgarije ·
Canada ·
Chili ·
Costa Rica ·
Cyprus ·
Denemarken ·
DDR ·
Duitsland ·
Egypte ·
Engeland ·
Estland ·
Faeröer ·
Finland ·
Frankrijk ·
Georgië ·
Ghana ·
Griekenland ·
Hongarije ·
Ierland ·
IJsland ·
Iran ·
Israël ·
Italië ·
Ivoorkust ·
Japan ·
Joegoslavië ·
Kameroen ·
Kazachstan ·
Kroatië ·
Letland ·
Liechtenstein ·
Litouwen ·
Luxemburg ·
Malta ·
Moldavië ·
Montenegro ·
Nederland ·
Nigeria ·
Noord-Ierland ·
Noord-Macedonië ·
Noorwegen ·
Oekraïne ·
Paraguay ·
Peru ·
Polen ·
Portugal ·
Roemenië ·
Rusland ·
San Marino ·
Schotland ·
Servië ·
Slovenië ·
Slowakije ·
Sovjet-Unie ·
Spanje ·
Trinidad en Tobago ·
Tsjechië ·
Tsjecho-Slowakije ·
Tunesië ·
Turkije ·
Uruguay ·
Venezuela ·
Verenigde Staten ·
Wales ·
Wit-Rusland ·
Zweden ·
Zwitserland
Algerije (1982) · 
Chili (1982) · 
Duitsland (2008) · 
Frankrijk (1982) · 
Hongarije (2016) · 
Italië (2021) · 
Kroatië (2008) · 
Nederland (2021) · 
Noord-Ierland (1982) · 
Noord-Macedonië (2021) · 
Oekraïne (2021) · 
Polen (2008) ·  
Portugal (2016) · 
West-Duitsland (1982)
SvFF · A-internationals · Selecties · Bondscoaches · Zweeds vrouwenelftal · Olympisch elftal · Zweden U21 · Zweden U20 · Zweden U19 · Zweden U18 · Zweden U17 · Zweden U16 · Vrouwen U17
1908 – 1919 ·
1920 – 1929 ·
1930 – 1939 ·
1940 – 1949 ·
1950 – 1959 ·
1960 – 1969 ·
1970 – 1979 ·
1980 – 1989 ·
1990 – 1999 ·
2000 – 2009 ·
2010 – 2019 ·
2020 − 2029
EK 1960 · 
EK 1964 · 
EK 1968 · 
EK 1972 · 
EK 1976 · 
EK 1980 · 
EK 1984 · 
EK 1988 · 
EK 1992 ·
EK 1996 · 
EK 2000 ·
EK 2004 ·
EK 2008 ·
EK 2012 · 
EK 2016 · 
EK 2020
WK 1930 · 
WK 1934 ·
WK 1938 ·
WK 1950 ·
WK 1954 · 
WK 1958 ·
WK 1962 · 
WK 1966 · 
WK 1970 ·
WK 1974 ·
WK 1978 ·
WK 1982 · 
WK 1986 · 
WK 1990 ·
WK 1994 ·
WK 1998 · 
WK 2002 ·
WK 2006 ·
WK 2010 · 
WK 2014 · 
WK 2018
OS 1908 · 
OS 1912 · 
OS 1920 · 
OS 1924 · 
OS 1928 · 
OS 1932 · 
OS 1936 · 
OS 1948 · 
OS 1952 · 
OS 1956 · 
OS 1964 · 
OS 1968 · 
OS 1972 · 
OS 1976 · 
OS 1980 · 
OS 1984 · 
OS 1988 · 
OS 1992 · 
OS 1996 · 
OS 2000 · 
OS 2004 · 
OS 2008 · 
OS 2012 · 
OS 2016
1908 · 
1909 · 
1910 · 
1911 · 
1912 · 
1913 · 
1914 · 
1915 · 
1916 · 
1917 · 
1918 · 
1919 · 
1920 · 
1921 · 
1922 · 
1923 · 
1924 · 
1925 · 
1926 · 
1927 · 
1928 · 
1929 · 
1930 · 
1931 · 
1932 · 
1933 · 
1934 · 
1935 · 
1936 · 
1937 · 
1938 · 
1939 · 
1940 ·
1941 ·
1942 ·
1943 ·
1944  ·
1945 · 
1946 · 
1947 · 
1948 · 
1949 · 
1950 · 
1952 · 
1952 · 
1953 · 
1954 · 
1955 · 
1956 · 
1957 · 
1958 · 
1959 ·
1960 · 
1961 · 
1962 · 
1963 · 
1964 · 
1965 · 
1966 · 
1967 · 
1968 · 
1969 ·
1970 · 
1971 · 
1972 · 
1973 · 
1974 · 
1975 · 
1976 · 
1977 · 
1978 · 
1979 ·
1980 · 
1981 · 
1982 · 
1983 · 
1984 · 
1985 · 
1986 · 
1987 · 
1988 · 
1989 · 
1990 · 
1991 · 
1992 · 
1993 · 
1994 · 
1995 · 
1996 · 
1997 · 
1998 · 
1999 · 
2000 · 
2001 · 
2002 · 
2003 · 
2004 · 
2005 · 
2006 · 
2007 · 
2008 · 
2009 · 
2010 · 
2011 · 
2012 · 
2013 · 
2014 · 
2015 · 
2016 · 
2017 · 
2018 ·
2019 ·
2020 ·
2021
Albanië ·
Algerije ·
Argentinië ·
Armenië ·
Australië ·
Azerbeidzjan ·
Bahrein ·
Barbados ·
België ·
Bosnië en Herzegovina ·
Botswana ·
Brazilië ·
Bulgarije ·
Chili ·
China ·
Colombia ·
Costa Rica ·
Cuba ·
Cyprus ·
DDR ·
Denemarken ·
Duitsland ·
Ecuador ·
Egypte ·
Engeland ·
Estland ·
Faeröer ·
Finland ·
Frankrijk ·
Georgië ·
Griekenland ·
Hongarije ·
Ierland ·
IJsland ·
Iran ·
Israël ·
Italië ·
Ivoorkust ·
Jamaica ·
Japan ·
Joegoslavië ·
Jordanië ·
Kameroen ·
Kazachstan ·
Kosovo ·
Kroatië ·
Letland ·
Liechtenstein ·
Litouwen ·
Luxemburg ·
Maleisië ·
Malta ·
Mexico ·
Moldavië ·
Montenegro ·
Nederland ·
Nieuw-Zeeland ·
Nigeria ·
Noord-Ierland ·
Noord-Korea ·
Noord-Macedonië ·
Noorwegen ·
Oekraïne ·
Oezbekistan ·
Oman ·
Oostenrijk ·
Paraguay ·
Peru ·
Polen ·
Portugal ·
Qatar ·
Roemenië ·
Rusland ·
San Marino ·
Saoedi-Arabië ·
Schotland ·
Senegal ·
Servië ·
Singapore ·
Slovenië ·
Slowakije ·
Sovjet-Unie ·
Spanje ·
Syrië ·
Thailand ·
Trinidad en Tobago ·
Tsjechië ·
Tsjecho-Slowakije ·
Tunesië ·
Turkije ·
Uruguay ·
Venezuela ·
Verenigde Arabische Emiraten ·
Verenigde Staten ·
Verenigd Koninkrijk ·
Wales ·
Wit-Rusland ·
Zuid-Afrika ·
Zuid-Korea ·
Zwitserland
Brazilië (1958) ·
Duitsland (2006) ·
Duitsland (2018) ·
Engeland (2006) ·
Engeland (2012) ·
Engeland (2018) ·
Frankrijk (2012) ·
Griekenland (2008) ·
Ierland (2016) ·
Italië (2016) ·
Mexico (2018) ·
Oekraïne (2012) ·
Oekraïne (2021) ·
Paraguay (2006) ·
Polen (2021) ·
Rusland (2008) ·
Slowakije (2021) ·
Spanje (2008) ·
Spanje (2021) ·
Trinidad en Tobago (2006) ·
Zuid-Korea (2018) ·
Zwitserland (2018)